# Всё нормально
«Всё нормально» (латыш. Viss kārtībā) — советская драматическая художественная кинолента, снятая в 1988 году на Рижской киностудии. Режиссёр — Олег Розенберг, сценарий написала Елена Райская. Фильм рассказывает о сложных взаимоотношениях между поколениями, любви и моральных дилеммах.

## Сюжет
В центре сюжета — история одинокой женщины по имени Мила, воспитывающей восемнадцатилетнюю дочь Женю. Мила начинает романтические отношения с коллегой Сергеем Яновичем, мужчиной средних лет. Однако их связь сталкивается с неодобрением Жени, которая осуждает поведение Сергея и его знакомство с молодой соседкой по даче. Моральный максимализм Жени заставляет Милу и Сергея переосмыслить свои чувства и задуматься о будущем своих отношений.

## В ролях
- Тыну Карк — Сергей Янович
- Лариса Малеванная — Мила
- Марьяна Полтева — Женька
- Марина Пыренкова - соседка
- Тереза Линкайте - подруга Женьки
- Ирина Егорова - эпизод
- Людмила Голубева - коллега
- Икар Самарджиев - друг Гоши
- Гиртс Кестерис - Гоша
- Владимир Лобиньш - эпизод

## Съёмочная группа
- Режиссёр: Олег Розенберг
- Сценарист: Елена Райская
- Оператор: Андрис Селецкис
- Композитор: Мартиньш Браунс
- Художник-постановщик: Иева Романова
- Монтажёр: Лиене Балиня
- Звукорежиссёр: Виктор Мильников

## Награды
1988 — премия «Большой Кристап» за лучшую мужскую роль (Тыну Карк).

## Интересные факты
Фильм стал дебютом в кино для латвийского актёра Гиртса Кестериса.